# Alpine A480
Der Alpine A480 ist ein Sportwagen-Prototyp, der 2020 bei Oreca entwickelt wurde.

## Entwicklungsgeschichte und Technik
Der Alpine A480 basierte auf dem Rebellion R13, dem letzten LMP1-Rennwagen von Rebellion Racing. Neben den beiden im Besitz von Rebellion befindlichen Chassis stand ein drittes Fahrgestell in den Werkshallen von Oreca in der Nähe von Magny-Cours. Dieses Fahrgestell nutzte das Renault-WEC-Einsatzteam Signature-Plus unter der Leitung von Philippe Sinault ab 2021 in der Weltmeisterschaft. Signature-Plus nutzte dabei eine Klausel des ab 2021 geltenden Hypercar-Reglements der höchsten WEC-Prototypen-Klasse, die für die Saison 2022 um ein Jahr verlängert wurde. Diese Klausel ermöglichte ehemaligen LMP1-Rennwagen die Teilnahme an der Weltmeisterschaft, wenn das Fahrzeug keinen Hybridantrieb hatte und an das neue technische Reglement angepasst wurde (inoffiziell als Grandfahther-LMP1 bezeichnet).
Der V8-Motor kam von Gibson und war eine Variante des bereits im Rebellion R13 eingesetzten 4,5-Liter-Aggregats. Um dem technischen Reglement zu entsprechen, musste die Leistung des Triebwerks von 496 auf 459 Kilowatt reduziert und die Karosserie verändert werden. Ursprünglich wog der Wagen 900 kg, durch die neue Balance of Performance stieg das Gewicht bis zum 6-Stunden-Rennen von Spa-Francorchamps 2022 auf 952 kg.

## Renngeschichte

### 2021
Seinen ersten Renneinsatz hatte der Alpine A480 beim 6-Stunden-Rennen von Spa-Francorchamps 2021. Bereits dort zeigten sich die Auswirkungen der Balance of Performance, die den Grandfather-Alpine auf die dasselbe Leistungsband wie den Toyota GR010 Hybrid hob. Nach 6-Stunden-Fahrzeit erreichten André Negrão, Nicolas Lapierre und Matthieu Vaxivière mit dem Rückstand von einer Minute auf den Toyota von Sébastien Buemi, Kazuki Nakajima und Brendon Hartley den zweiten Gesamtrang. Der größte Nachteil gegenüber den Toyotas war der kleinere Treibstofftank, wodurch der Alpine weniger Runden zwischen notwendigen Tankstopps fahren konnte. Auf den dritten Rang beim 8-Stunden-Rennen von Portimão folgte ein weiterer zweiter Gesamtrang in Monza. Beim Saisonhöhepunkt, dem 24-Stunden-Rennen von Le Mans konnte das Alpine-Team nicht von den Problemen der beiden Toyota mit den Benzinpumpen profitieren und erreichte den dritten Gesamtrang. Auch bei den folgenden 6- und 8 Stunden von Bahrain blieb der Alpine hinter den Toyota zurück.

### 2022
Vor dem Saisonstart, dem 1000-Meilen-Rennen von Sebring, musste Toyota erhebliche Einschnitte bei der Leistung hinnehmen. Der GR010 Hybrid musste 30 kg mehr Gewicht tragen (1070 statt 1040 kg), die maximale Leistung reduzierte der ACO auf 506 Kilowatt und die zu verbrauchende Energie pro Stint von 909 auf 898 Kilojoule. Statt bei 120 km/h durfte der Hybridantrieb erst bei 190 km/h zugeschaltet werden. Dadurch waren die beiden Wagen dem Alpine A480 unterlegen, dem sein erster Rennsieg gelang.
Vor dem Rennen in Spa rückten die Regelmacher des ACO die Leistungsunterschiede wieder zurecht, wodurch die Toyotas und auch der Glickenhaus SCG 007 LMH wieder vor dem Alpine lagen. Nach der Enntäuschung beim 24-Stunden-Rennen von Le Mans, wo es nur für den 23. Gesamtrang reichte, gewannen André Negrão, Nicolas Lapierre und Matthieu Vaxivière in Monza zum zweiten Mal in diesem Jahr. Nach dritten Plätzen bei den zwei restlichen Saisonrennen endete die Einsatz zeit des Alpine A480.

## Statistik

### Einzelergebnisse in der FIA-Langstrecken-Weltmeisterschaft
| Saison | Startnummer | Fahrer                                           | 1   | 2   | 3   | 4   | 5   | 6   |
| ------ | ----------- | ------------------------------------------------ | --- | --- | --- | --- | --- | --- |
| 2021   | 36          | André Negrão Nicolas Lapierre Matthieu Vaxivière | SPA | POR | MON | LEM | BAH | BAH |
| 2021   | 36          | André Negrão Nicolas Lapierre Matthieu Vaxivière | 2   | 3   | 2   | 3   | 3   | 3   |
| 2022   | 36          | André Negrão Nicolas Lapierre Matthieu Vaxivière | SEB | SPA | LEM | MON | FUJ | BAH |
| 2022   | 36          | André Negrão Nicolas Lapierre Matthieu Vaxivière | 1   | 2   | 23  | 1   | 3   | 3   |